# Canal de l’Aisne à la Marne
Der Canal de l’Aisne à la Marne  (deutsch: Aisne-Marne-Kanal) ist ein französischer Schifffahrtskanal, der in den Regionen Hauts-de-France und Grand Est verläuft.

## Geographie
Der Kanal verbindet die Täler der Flüsse Aisne und Marne und ist Teil eines Binnenwasserweges, der das Mittelmeer über Rhone und Saône mit Nordwestfrankreich und Belgien verbindet. Diese Strecke setzt sich aus folgenden Wasserwegen zusammen:
- Canal entre Champagne et Bourgogne
- Canal latéral à la Marne
- Canal de l’Aisne à la Marne
- Canal latéral à l’Aisne
- Canal de l’Oise à l’Aisne

## Verlauf und technische Infrastruktur
Der Canal de l’Aisne à la Marne beginnt bei Berry-au-Bac, wo er vom Canal latéral à l’Aisne (deutsch: Aisne-Seitenkanal) abzweigt. Er ist ein Kanal vom Typus Wasserscheidenkanal, seine Scheitelhaltung durchquert den Mont Billy in einem 2,3 Kilometer langen Tunnel, beim Ort Billy-le-Grand. Der Höhenunterschied vom Aisnetal beträgt 40 Meter und benötigt 16 Schleusen, jener zum Marnetal beträgt 24 Meter und wird von 8 Schleusen überwunden. Zwischen Reims und Sept-Saulx verläuft der Kanal parallel zum Fluss Vesle. Nach einer Gesamtlänge von 58 Kilometern mündet er bei Condé-sur-Marne in den Canal latéral à la Marne (deutsch: Marne-Seitenkanal).

### Koordinaten
- Ausgangspunkt des Kanals: 49° 23′ 56″ N, 3° 54′ 19″ OKoordinaten: 49° 23′ 56″ N, 3° 54′ 19″ O
- Endpunkt des Kanals: 49° 2′ 31″ N, 4° 10′ 54″ O

### Durchquerte Départements
- Aisne
- Marne

### Orte am Kanal
- Berry-au-Bac
- Reims
- Condé-sur-Marne

## Geschichte
Der Kanal wurde 1886 für die Schifffahrt eröffnet. Er durchzieht ein Gebiet, wo im Ersten Weltkrieg erbitterte Kämpfe stattfanden (Cote 108, Mühle von Sapigneul). Auch der Kanal wurde in die Kriegshandlungen einbezogen, indem der Tunnel des Mont Billy als Schutzdach für Geschütze diente, die auf Booten aufgebaut waren.

## Wirtschaftliche Bedeutung
Die Frachtschifffahrt hat nach und nach ihre Bedeutung verloren. Dennoch wird auch heute noch der Wasserweg häufiger von Frachtschiffen benutzt, besonders auch deshalb, weil auf diesem Weg die Stadt Reims erreicht werden kann.